# يو إف سي على إيه بي سي: ويتيكر ضد دي ريدر
يو إف سي على إيه بي سي: ويتيكر ضد دي ريدر (بالإنجليزية: UFC on ABC: Whittaker vs. de Ridder) (المعروف أيضًا باسم يو إف سي على إيه بي سي 9) هو حدث لفنون القتال المختلطة نظّمته يو إف سي، وأُقيم في 26 يوليو 2025، على اتحاد أرينا في أبو ظبي، الإمارات العربية المتحدة.

## الخلفية
يمثل هذا الحدث الزيارة الحادية والعشرين للمنظمة إلى أبو ظبي والأولى منذ حدث يو إف سي 308 في أكتوبر 2024.

## الجوائز الإضافية
حصل المقاتلون التاليون على مكافآت بقيمة 50 ألف دولار.
- قتال الليلة: شرف الدين محمدوف ضد مارك أندريه باريولت
- أداء الليلة: مسلم ساليخوف وستيفن نجوين